# 田村太兵衛

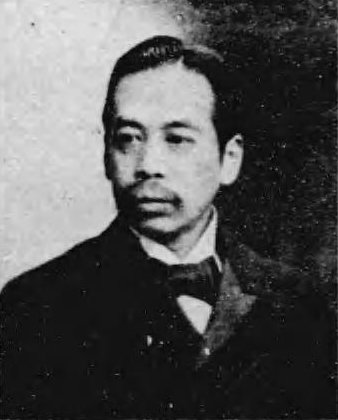
田村太兵衛

田村 太兵衛（たむら たへえ、嘉永3年8月4日〈1850年9月9日〉 - 1923年〈大正12年〉7月8日）は日本の商人。初代大阪市長。孫は薬学博士の田村太郎。

## 生涯
大阪・心斎橋に丸亀屋呉服店の2代目当主・太右衛門の長男として生まれる。幼名は太七。1879年（明治12年）に家督を継承し、太兵衛と改名する。1889年（明治22年）に市会議員、1891年（明治24年）に大阪商業会議所副会頭となった。
当時、東京市・大阪市・京都市には市長が置かれず、府知事が市長の職務を代行する市制特例があったが、1898年（明治31年）に市制特例は廃止され、「市会推薦市長」が置かれることになった。田村太兵衛は心斎橋にあった丸亀屋を「たかしまや飯田新七呉服店」（現在の髙島屋）に売却し、住友吉左衛門を抑えて初代大阪市長に就任した。在任中に市庁舎の建設、上下水道の拡張、大阪高等商業学校の創設を行った。
墓所は大阪市中央区中寺の雲雷寺にある。